# Senchus fer n-Alban
Il Senchus Fer n-Alban (cioè la Storia degli uomini di Scozia) è un testo medievale in antica lingua irlandese redatto probabilmente nel X secolo. Potrebbe derivare da documenti del VII secolo scritti forse in latino. Fornisce le genealogie dei sovrani di Dál Riata e un censimento dei regni che componevano la Dál Riata. Del Senchus esistono versioni in diversi manoscritti, di cui i più importanti sono il Dubaltach mac Firbis, compilato nel XIV secolo da Lúcás Ó Dalláin, forse insieme a Seoán Ó Dubagáin (morto nel 1372), poeta e storico degli Uí Maine. Un tempo si pensava che questo manoscritto formasse una parte del Libro di Uí Maine, cosa che oggi non viene però più considerata plausibile. Altri esempi si trovano nel Libro di Ballymote (1384-1406), il Libro di Lecan (prima del 1418) e nelle compilazioni genealogiche del mac Firbis del XVII secolo. Il Senchus è un documento relativamente breve di 70 o 80 righe (a seconda delle versioni). Sono molte le parti che affondano nella leggenda, mentre il suo valore storico è soprattutto nelle sezioni più tarde che includono i sovrani storici di Riata (lista che potrebbe iniziare con Conall mac Comgaill) nella metà del VI secolo. Il Senchus elenca le divisioni della Dál Riata:  Cenél nGabráin, Cenél Loairn e Cenél nÓengusa. 